# Nomina sacra

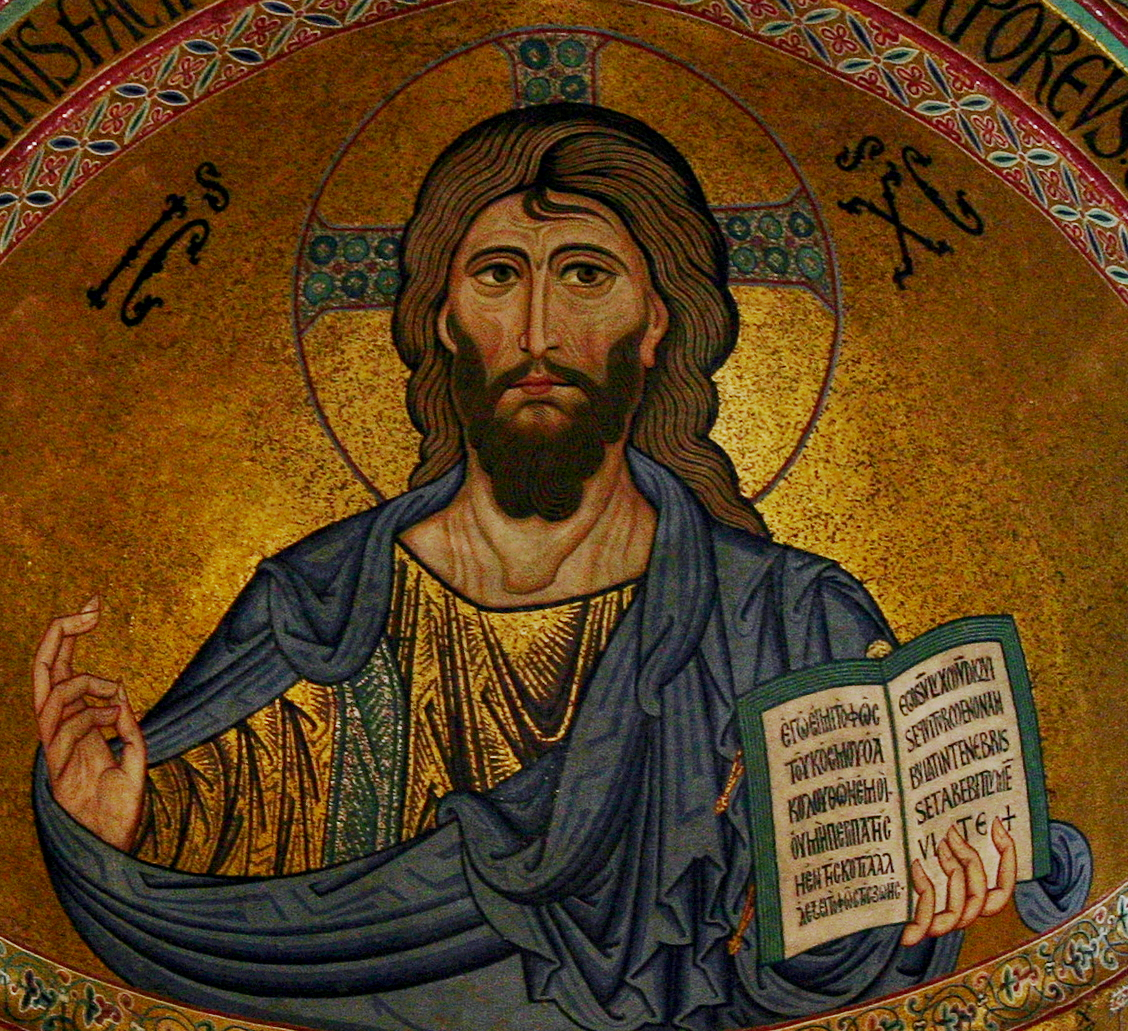
Mosaico do Cristo Pantocrator, nomeado com seu nomem sacrum, na Catedral de Cefalù, na Sicília, Itália.

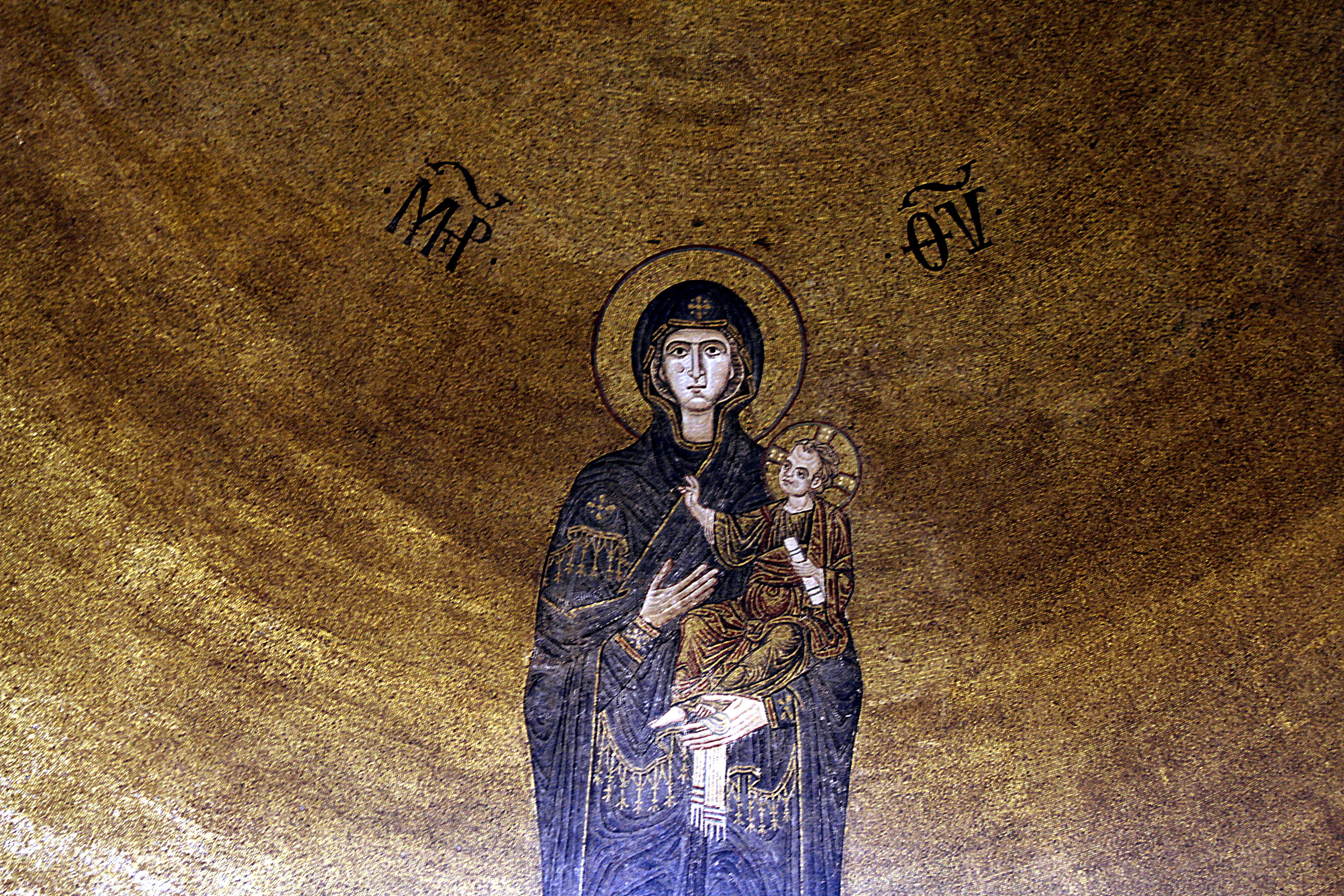
Mosaico da Virgem com o Menino na igreja de Santa Maria Assunta, em Torcello, Itália.

Nomina sacra (singular: nomen sacrum) significa "nomes sagrados" em latim e é uma referência à prática dos escribas cristãos de abreviar diversos nomes ou títulos divinos que aparecem com frequência na Bíblia, especialmente nos manuscritos gregos. Um nomem sacrum consiste de duas ou mais letras escolhidas da palavra original unidas por uma sobrelinha.
Metzger lista quinze nomina sacra encontrados nos papiros gregos, os nomes gregos de "Deus", "Senhor", "Jesus", "Cristo", "Filho", "Espírito", "David", "Cruz", "Mãe", "Pai", "Israel", "Salvador", "Homem", "Jerusalém" e "Céu". Estes nomina já são encontrados em praticamente todo os manuscritos gregos do século III e anteriores, com exceção de "Mãe", que só aparece no século IV. 
Os nomina sacra também ocorrem de forma diferente em latim, copta, armênia, gótica, núbio antigo e nas línguas que utilizam o alfabeto cirílico.

## Origem e desenvolvimento
Nomina sacra são consistentemente observados mesmo nos mais antigos textos cristãos ainda existentes, nos códice e nos papiros, o que implica que, quando eles foram escritos, por volta do século II, a prática já estava bem estabelecida. Porém, não se sabe exatamente quando o costume surgiu.
O sistema mais antigo de nomina sacra aparentemente consistia de apenas quatro ou cinco palavras, chamadas nomina divina: as versões gregas de "Jesus", "Cristo", "Senhor", "Deus" e, possivelmente, "Espírito". A prática rapidamente se expandiu para outras palavras consideradas sagradas. 
No sistema que prevaleceu, a abreviação se deu por "contração", ou seja, a utilização de (pelo menos) a primeira e a última letra da palavra. Em uns poucos casos antigos aparece a prática da abreviação por "suspensão", no qual (pelo menos) as duas letras iniciais da palavra são utilizadas. 
É evidente que o uso de nomina sacra eram um ato de reverência e não apenas um artifício puramente prático de economia de espaço, pois eram empregados mesmo quando abreviações bem estabelecidas de palavras muito mais frequentes, como "e", eram evitadas e o próprio nomen sacrum era escrito com generoso espaçamento. Além disto, os primeiros escribas geralmente distinguiam entre ocorrências sagradas e mundanas da mesma palavra, como "espírito" e "Espírito", e aplicavam os nomina sacra apenas nas sagradas (o que, por vezes, revelava com clareza uma escolha exegética); escribas posteriores geralmente abreviavam mecanicamente todas as ocorrências.
Estudiosos propuseram diversas teorias sobre a origem dos nomina sacra. Um paralelo óbvio que provavelmente serviu de inspiração era a prática judaica de escrever o nome de Deus como o tetragrama YHWH mesmo nas escrituras gregas. A cultura grega também já aplicava diversas formas de abreviar nomes próprios, embora nenhuma delas fosse idêntica aos nomina sacra. Inspiração para formas contraídas (usando a primeira e a última letras) também aparece no Apocalipse, onde Jesus fala de si próprio como o "princípio e o fim", "o primeiro e o último" e também como "o alfa e ômega". Os numerais gregos já foram sugeridos como a origem da sobrelinha que une todo o nomem sacrum, com a forma suspensa ΙΗ sendo apenas a forma ordinária de escrever "dezoito" por exemplo.

## Lista denomina sacragregas
No caso nominativo (ou caso reto), a palavra aparece como sujeito ("Deus", "Senhor"). No caso genitivo (ou possessivo), indica-se a posse ("de Deus", "do Senhor").
| Significado                      | Palavra grega | Nominativo (Sujeito) | Genitivo (Possessivo) |
| -------------------------------- | ------------- | -------------------- | --------------------- |
| Deus                             | Θεός          | ΘΣ                   | ΘΥ                    |
| Senhor                           | Κύριος        | ΚΣ                   | ΚΥ                    |
| Jesus                            | Ἰησοῦς        | ΙΣ                   | ΙΥ                    |
| Cristo/Messias                   | Χριστός       | ΧΣ                   | ΧΥ                    |
| Filho                            | Υἱός          | ΥΣ                   | ΥΥ                    |
| Espírito                         | Πνεῦμα        | ΠΝΑ                  | ΠΝΣ                   |
| David                            | Δαυὶδ         | ΔΑΔ                  |                       |
| Cruz                             | Σταυρός       | ΣΤΣ                  | ΣΤΥ                   |
| Mãe                              | Μήτηρ         | ΜΗΡ                  | ΜΗΣ                   |
| Portadora de Deus ou Mãe de Deus | Θεοτόκος      | ΘΚΣ                  | ΘΚΥ                   |
| Pai                              | Πατήρ         | ΠΗΡ                  | ΠΡΣ                   |
| Israel                           | Ἰσραήλ        | ΙΗΛ                  |                       |
| Salvador                         | Σωτήρ         | ΣΗΡ                  | ΣΡΣ                   |
| Homem                            | Ἄνθρωπος      | ΑΝΟΣ                 | ΑΝΟΥ                  |
| Jerusalém                        | Ἱερουσαλήμ    | ΙΛΗΜ                 |                       |
| Céu(s)                           | Οὐρανός       | ΟΥΝΟΣ                | ΟΥΝΟΥ                 |

## Manuscritos gregos do Novo Testamento comnomina sacra(antes de 300)

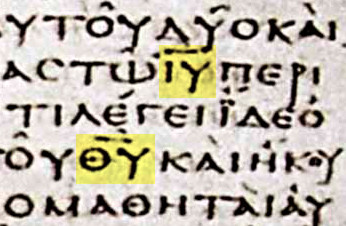
Início do Evangelho de João no Codex Vaticanus sublinhando os nomina sacra.

Todos os nomina sacra e datas retiradas de "Text of the Earliest New Testament Greek Manuscripts" (1999), de Philip Comfort e David Barrett.
| Manuscrito grego                                                                    | Data do manuscrito | Nomina sacra utilizada |
| ----------------------------------------------------------------------------------- | ------------------ | --- |
| {\displaystyle {\mathfrak {P}}}1 (P. Oxy. 2)                                        | ~250               | ΙΥ ΙΣ ΧΥ ΥΥ ΚΥ ΠΝΣ |
| {\displaystyle {\mathfrak {P}}}4 (Suppl. Gr. 1120)                                  | 150–225            | ΘΣ ΘΥ ΚΥ ΚΣ ΠΝΙ ΠΝΟΣ ΠΝΑ ΧΣ ΙΥ ΙΣ |
| {\displaystyle {\mathfrak {P}}}5 (P. Oxy. 208 + 1781)                               | ~250               | ΙΗΝ ΙΗΣ ΠΡ ΠΡΑ ΠΡΣ ΘΥ |
| {\displaystyle {\mathfrak {P}}}9 (P. Oxy. 402)                                      | ~250               | ΘΣ ΧΡΣ |
| {\displaystyle {\mathfrak {P}}}12 (P. Amherst. 3b)                                  | ~285               | ΘΣ |
| {\displaystyle {\mathfrak {P}}}13 (P. Oxy. 657 + PSI 1292)                          | 225–250            | ΘΣ ΘΝ ΘΥ ΘΩ ΙΣ ΙΝ ΙΥ ΚΣ ΚΥ |
| {\displaystyle {\mathfrak {P}}}15 (P. Oxy. 1008)                                    | 200–300            | ΚΩ ΚΥ ΧΥ ΑΝΩΝ ΑΝΩ ΠΝΑ ΘΝ ΚΜΟΥ |
| {\displaystyle {\mathfrak {P}}}16 (P. Oxy. 1009)                                    | 250–300            | ΘΥ ΙΥ ΧΩ |
| {\displaystyle {\mathfrak {P}}}17 (P. Oxy. 1078)                                    | ~300               | ΘΩ ΠΝΣ |
| {\displaystyle {\mathfrak {P}}}18 (P. Oxy. 1079)                                    | 250–300            | ΙΗ ΧΡ ΘΩ |
| {\displaystyle {\mathfrak {P}}}20 (P. Oxy. 1171)                                    | 200–250            | ΠΝΣ ΚΝ ΘΥ |
| {\displaystyle {\mathfrak {P}}}22 (P. Oxy. 1228)                                    | 200–250            | ΠΣ ΠΝΑ ΠΡΣ ΠΡΑ ΙΗΣ ΑΝΟΣ |
| {\displaystyle {\mathfrak {P}}}24 (P. Oxy. 1230)                                    | ~300               | ΠΝΑ ΘΥ |
| {\displaystyle {\mathfrak {P}}}27 (P. Oxy. 1395)                                    | 200–250            | ΘΥ ΚΩ |
| {\displaystyle {\mathfrak {P}}}28 (P. Oxy. 1596)                                    | 255–300            | ΙΣ ΙΝ |
| {\displaystyle {\mathfrak {P}}}29 (P. Oxy. 1597)                                    | 200–250            | ΘΣ ΘΝ |
| {\displaystyle {\mathfrak {P}}}30 (P. Oxy. 1598)                                    | 200–250            | ΚΥ ΚΝ ΘΩ ΙΗΥ |
| {\displaystyle {\mathfrak {P}}}32 (P. Rylands 5)                                    | 150–200            | ΘΥ |
| {\displaystyle {\mathfrak {P}}}35 (PSI 1)                                           | ~300               | ΚΣ ΚΥ |
| {\displaystyle {\mathfrak {P}}}37 (P. Mich. Inv. 1570)                              | ~260               | ΚΕ ΙΗΣ ΠΝΑ ΙΗΣΥ |
| {\displaystyle {\mathfrak {P}}}38 (P. Mich. Inv. 1571)                              | ~225               | ΧΡΝ ΠΝΑ ΚΥ ΙΗΝ ΙΗΥ ΠΝΤΑ |
| {\displaystyle {\mathfrak {P}}}39 (P. Oxy. 1780)                                    | 200–300            | ΠΗΡ ΠΡΑ ΙΗΣ |
| {\displaystyle {\mathfrak {P}}}40 (P. Heidelberg G. 645)                            | 200–300            | ΘΣ ΘΥ ΘΝ ΙΥ ΧΩ ΧΥ |
| {\displaystyle {\mathfrak {P}}}45 (P. Chester Beatty I)                             | ~250               | ΚΕ ΚΣ ΚΝ ΚΥ ΣΡΝΑΙ ΙΗ ΙΥ ΙΗΣ ΠΡ ΠΡΣ ΠΡΑ ΠΡΙ ΘΥ ΘΝ ΘΩ ΘΣ ΠΝΙ ΠΝΣ ΠΝΑ ΥΝ ΥΕ ΥΣ ΥΩ ΣΡΝ ΧΡ |
| {\displaystyle {\mathfrak {P}}}46 (P. Chester Beatty II + P. Mich. Inv. 6238)       | 175–225            | ΚΕ ΚΝ ΚΥ ΚΩ ΚΣ ΧΡΩ ΧΡΥ ΧΡΝ ΧΝ ΧΣ ΧΩ ΧΥ ΧΡΣ ΙΗΥ ΙΗΝ ΙΗΣ ΘΩ ΘΥ ΘΝ ΘΣ ΠΝΑ ΠΝΙ ΠΝΣ ΥΙΥ ΥΙΝ ΥΙΣ ΥΝ ΣΤΡΕΣ ΣΤΡΝ ΣΤΡΩ ΣΤΡΟΣ ΣΤΡΟΥ ΕΣΤΡΟΝ ΕΣΤΡΑΙ ΕΣΤΑΝ ΣΤΟΥ ΑΙΜΑ ΑΝΟΥ ΑΝΟΝ ΑΝΟΣ ΑΝΩΝ ΑΝΟΙΣ ΠΡΙ ΠΗΡ ΠΡΑ ΠΡΣ ΙΥ   |
| {\displaystyle {\mathfrak {P}}}47 (P. Chester Beatty III)                           | 200–300            | ΘΥ ΘΣ ΘΝ ΘΩ ΑΘΝ ΚΣ ΚΕ ΚΥ ΕΣΤΡΩ ΠΝΑ ΧΥ ΠΡΣ |
| {\displaystyle {\mathfrak {P}}}48 (PSI 1165)                                        | 200–300            | ΥΣ |
| {\displaystyle {\mathfrak {P}}}49 (P. Yale 415 + 531)                               | 200–300            | ΚΩ ΘΥ ΘΣ ΙΥ ΠΝ ΧΣ ΧΥ ΧΩ |
| {\displaystyle {\mathfrak {P}}}50 (P. Yal 1543)                                     | ~300               | ΙΛΗΜ ΠΝΑ ΑΝΟΣ ΘΣ ΘΥ |
| {\displaystyle {\mathfrak {P}}}53 (P. Mich. inv. 6652)                              | ~250               | ΠΡΣ ΙΗΣ ΠΕΡ ΚΝ |
| {\displaystyle {\mathfrak {P}}}64 (Gr. 17)                                          | ~150               | ΙΣ |
| {\displaystyle {\mathfrak {P}}}65 (PSI XIV 1373)                                    | ~250               | ΧΥ ΘΣ |
| {\displaystyle {\mathfrak {P}}}66 (P. Bodmer II + Inv. Nr. 4274/4298                | 150–200            | ΚΣ ΚΥ ΚΕ ΘΣ ΘΝ ΘΥ ΘΩ ΙΣ ΙΝ ΙΥ ΧΣ ΧΝ ΧΥ ΥΣ ΥΝ ΥΩ ΠΝΑ ΠΝΙ ΠΝΣ ΠΗΡ ΠΡΑ ΠΡΣ ΠΡΙ ΠΕΡ ΠΡΕΣ ΑΝΟΣ ΑΝΟΝ ΑΝΟΥ ΑΝΩΝ ΑΝΩ ΑΝΟΙΣ ΑΝΟΥΣ ΣΡΩ ΣΡΟΝ ΣΡΟΥ ΣΡΘΗ ΣΡΑΤΕ ΣΡΩΣΩ ΕΣΡΑΝ ΕΣΡΘΗ                                    |
| {\displaystyle {\mathfrak {P}}}69 (P. Oxy. 2383)                                    | ~200               | ΙΗΝ |
| {\displaystyle {\mathfrak {P}}}70 (P. Oxy. 2384 + PSI Inv. CNR 419, 420)            | 250–300            | ΥΝ ΙΣ ΠΗΡ |
| {\displaystyle {\mathfrak {P}}}72 (P. Bodmer VII e VIII)                            | 200–300            | ΙΥ ΙΗΥ ΙΗΝ ΧΡΥ ΧΡΝ ΧΡΣ ΧΡΩ ΘΥ ΘΣ ΘΝ ΘΩ ΠΡΣ ΠΑΡ ΠΤΡΑ ΠΡΙ ΠΝΣ ΠΝΑ ΠΝΑΙ ΠΝΙ ΠΝΤΙ ΚΥ ΚΣ ΚΝ ΚΩ ΑΝΟΙ |
| {\displaystyle {\mathfrak {P}}}75 (P. Bodmer XIV e XV)                              | 175–225            | ΙΣ ΙΗΣ ΙΥ ΙΗΥ ΙΝ ΙΗΝ ΘΣ ΘΝ ΘΥ ΘΩ ΚΣ ΚΝ ΚΥ ΚΩ ΚΕ ΧΣ ΧΝ ΧΥ ΠΝΑ ΠΝΣ ΠΝΙ ΠΝΟΣ ΠΝΤΑ ΠΝΑΣΙ ΠΝΑΤΩΝ ΠΡΣ ΠΗΡ ΠΡΑ ΠΡΙ ΠΡΟΣ ΠΡ ΥΣ ΥΝ ΥΥ ΙΗΛ ΙΛΗΜ ΣΡΟΝ ΣΤΡΟΝ ΣΡΩΘΗΝΑΙ ΑΝΟΣ ΑΝΟΝ ΑΝΟΥ ΑΝΟΙ ΑΝΩΝ ΑΝΩ ΑΝΟΥΣ ΑΝΟΙΣ ΑΝΕ |
| {\displaystyle {\mathfrak {P}}}78 (P. Oxy 2684)                                     | 250–300            | ΚΝ ΙΗΝ ΧΡΝ |
| {\displaystyle {\mathfrak {P}}}90 (P. Oxy 3523)                                     | 150–200            | ΙΗΣ |
| {\displaystyle {\mathfrak {P}}}91 (P. Mil. Vogl. Inv. 1224 + P. Macquarie Inv. 360) | ~250               | ΘΥ ΘΣ ΠΡΣ ΧΡΝ ΙΗΝ |
| {\displaystyle {\mathfrak {P}}}92 (P. Narmuthis 69.39a + 69.229a)                   | ~300               | ΧΡΩ ΚΥ ΘΥ |
| {\displaystyle {\mathfrak {P}}}100 (P. Oxy 4449)                                    | ~300               | ΚΥ ΚΣ |
| {\displaystyle {\mathfrak {P}}}101 (P. Oxy 4401)                                    | 200–300            | ΥΣ ΠΝΑ ΠΝΙ |
| {\displaystyle {\mathfrak {P}}}106 (P. Oxy 4445)                                    | 200–250            | ΠΝΑ ΠΝΙ ΧΡΣ ΙΗΝ ΙΗΣ |
| {\displaystyle {\mathfrak {P}}}108 (P. Oxy 4447)                                    | 175–225            | ΙΗΣ ΙΗΝ |
| {\displaystyle {\mathfrak {P}}}110 (P. Oxy. 4494)                                   | ~300               | ΚΣ |
| {\displaystyle {\mathfrak {P}}}111 (P. Oxy 4495)                                    | 200–250            | ΙΗΥ |
| {\displaystyle {\mathfrak {P}}}113 (P. Oxy. 4497)                                   | 200–250            | ΠΝΙ |
| {\displaystyle {\mathfrak {P}}}114 (P. Oxy. 4498)                                   | 200–250            | ΘΣ |
| {\displaystyle {\mathfrak {P}}}115 (P. Oxy. 4499)                                   | 225–275            | ΙΗΛ ΑΥΤΟΥ ΠΡΣ ΘΩ ΘΥ ΑΝΩΝ ΠΝΑ ΟΥΝΟΥ ΟΥΝΟΝ ΚΥ ΘΝ ΑΝΟΥ ΟΥΝΩ |
| {\displaystyle {\mathfrak {P}}}121 (P. Oxy. 4805)                                   | ~250               | ΙΣ ΜΗΙ |
| 0162 (P. Oxy 847)                                                                   | ~300               | ΙΗΣ ΙΣ ΠΡΣ |
| 0171 (PSI 2.124)                                                                    | ~300               | ΚΣ ΙΗΣ |
| 0189 (P. Berlin 11765)                                                              | ~200               | ΑΝΟΣ ΠΝΑ ΚΥ ΚΩ ΙΛΗΜ ΘΩ ΙΣΗΛ |
| 0220 (MS 113)                                                                       | ~300               | ΚΝ ΙΥ ΙΝ ΧΥ ΘΥ |